# 오세욱
오세욱(吳世旭, 1954년 ~)은 제42대 전주지방법원장 등을 역임한 법조인이다.

## 생애
1954년 광주광역시에서 태어나 1973년에 광주제일고등학교와 1976년 2월에 고려대학교 법학과를 졸업하고 1976년 4월 제18회 사법시험 합격해 1979년 제8기 사법연수원을 수료했다. 해군 법무관으로 군복무를 마치고 1981년에 광주지방법원 판사에 임용되어 광주지방법원 목포지원과 소년부 지원, 광주고등법원 등에서 판사를 하다가 1991년 대법원 재판연구관을 거쳐 1993년 광주지방법원 장흥지원장, 1998년 광주지방법원 부장판사, 2000년 광주고등법원 부장판사에 임명되었으며 2003년에 광주지방법원에서 수석부장판사, 2005년에 광주고등법원에서 수석부장판사를 하다가 2006년 6월에 법원장으로 승진하여 전주지방법원과 광주지방법원에서 법원장을 하였다.

## 주요 판결
- 광주지방법원 제10형사부 재판장으로 재직하던 2004년 6월 2일에 1999년부터 2004 1월까지 전라남도 화순군 한천면 고시댐 건설공사 현장 감독관으로 재직하면서 공사 편의를 봐주는 대가로 S건설 문씨 등으로부터 1인당 170만-6천200만원 상당의 금품을 수수한 혐농기공 공사감독관 이모(46), 정모(53)씨에 대해  "피고인들이 잘못을 뉘우치고 있고 범죄사실이 회사 업무 처리 과정에서 발생한 점, 1-2년에 걸쳐 이뤄지긴 했지만 금품수수를 관행으로 여기고 받아온 점 등을 고려했다"며 징역 3년 집행유예 4년을 선고하면서 전 농기공 직원 김모(57)씨에 대해서 징역 8월 집행유예 2년을 선고했다.[2]